# Luigi Ontani

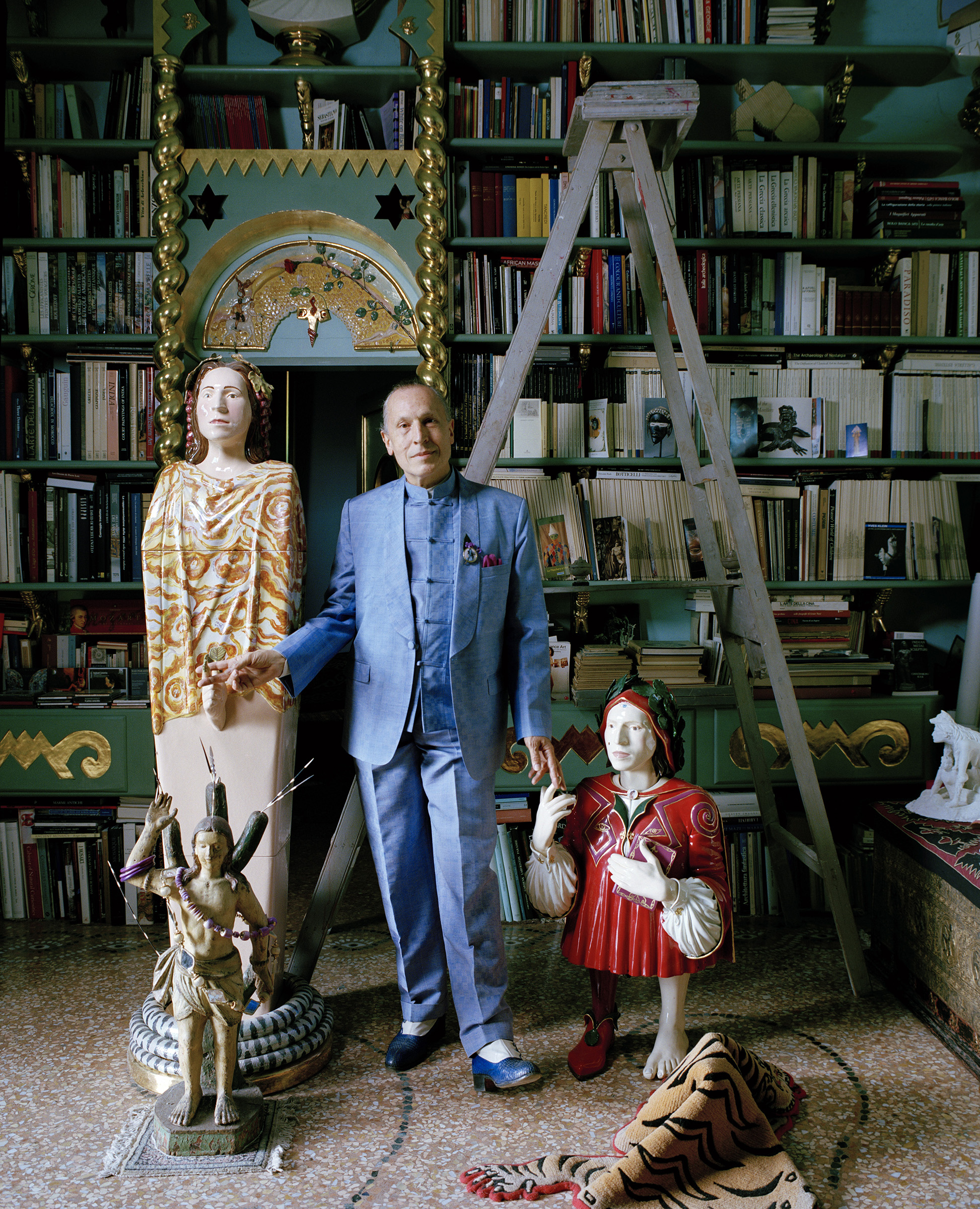
Luigi Ontani fotografiert von Oliver Mark, Riola di Vergato 2011

Luigi Ontani (* 24. November 1943 in Grizzana Morandi) bei Vergato (einem kleinen Dorf im Apennin zwischen Bologna und Florenz) ist ein italienischer Künstler, der in Rom lebt und arbeitet. Zuvor lebte er eine Zeit lang in Bologna.

## Leben und Werk
Ontanis Leben wird von ihm selbst bewusst im Dunkeln gehalten. In vielen Katalogen seiner Ausstellungen fehlt selbst ein Geburtsdatum. Ebenso ist nichts über seine künstlerische Ausbildung bekannt. Peter Weiermair nennt ihn den „Self-Presenter of Myths“ Weiermair beschreibt Ontani weiterhin als einen eleganten, jugendlich wirkenden Künstler der als altersloser Dorian Gray erscheint.
Entsprechend ist der Künstler häufig sein eigenes Modell. Er porträtiert sich z. B. selbst in Rollen die aus der Kunstgeschichte bestens bekannt sind. Seine Person gibt sich auf für seine Kunst, oder seine Kunst besteht aus seiner Person, seinem Körper.
Im Zentrum seiner Arbeit steht der Künstler selbst als ein poetischer Katalysator ..., Ontani hat die Kluft zwischen Kunst und Leben für sich selbst geschlossen. Das Schisma zwischen Sein und Tat ist verschwunden. Ontani der Dandy und Exzentriker, Erbe der dekadenten Symbolisten, entfernt den Nachgeschmack der Immoralität und Egozentrik vom Konzept des Narzissmus indem er uns teilhaben läßt an dem was er in sich selbst findet, was er akzeptiert und gutheißt bzw. verändert hat um seinen Bedürfnissen zu entsprechen. (Zitiert nach Weiermair, übersetzt vom Autor selbst)
Jeder Versuch Ontani einzuordnen muss an seiner Vielseitigkeit und Wandlungsfähigkeit scheitern. Film, Fotografie, Text, Malerei und Skulptur aber auch Performances oder Kunsthandwerk sind seine Betätigungsfelder.
In seinem künstlerischen Schaffen steht Ontani allein, eine Zuordnung zu Schulen oder Stilen ist praktisch nicht möglich. Man könnte sein Werk, das sich aus verschiedensten Schubladen der Kunstgeschichte, aus unterschiedlichen Epochen und Kulturen bedient, schon fast eklektizistisch nennen entstünde daraus nicht ein Gesamtkunstwerk ganz im Sinne des 19. Jahrhunderts.
Luigi Ontanis Kunst weist über sich selbst hinaus und bezieht ihre Umwelt mit ein. So legt der Künstler größten Wert auf die Rahmen seiner Bilder und bezieht auch – wenn möglich – den Raum darum herum in seine Gestaltung mit ein.
Seine Villa RomAmorR bei Vergato als work in progress nimmt es mit historischen Vorbildern wie den Villen von Sir Lawrence Alma-Tadema, Franz von Stuck, Hans Makart, Franz von Lenbach, oder Ludwig II. (Bayern) auf.
Die Bedeutung von Luigi Ontani liegt in der beispiellosen Einheit von Person und Werk, einem faszinierenden Mix von Gegensätzen, der Werk und Person einzigartig macht. Zweifellos kann man Ontani als einen der bedeutendsten italienischen Gegenwartskünstler bezeichnen.

## Einzelausstellungen (Auswahl)
- 1980: Lucio Amelio, Neapel
- 1981: Massimo Minini, Mailand
- 1982: Galleria della Comune di Bologna, Bologna
- 1983: Ball'occhi, The Kitchen, New York
- 1984: Angelus Sapiens, Lace/Laica, Los Angeles
- 1985: Jack Tilton, New York
- 1986: Galleria dell'Oca, Rom
- 1996: Frankfurter Kunstverein Steinernes Haus, Frankfurt am Main
- 1996: Museum Villa Stuck, München
- 2003: SMAK, Gent
- 2007: Galleria Lorcan O’Neill, Rom
- 2008: MAMBO, Museum für Moderne Kunst, Bologna
- 2009: Museo di Capodimonte, Neapel
- 2011: Galleria Lorcan O’Neill, Rom

## Gruppenausstellungen (Auswahl)
- 1972: Venedig, Biennale di Venezia
- 1974: Dortmund, Museum am Ostwall, Die Erfahrungen italienischer Künstler im Umgang mit Foto und Videotape
- 1978: Venedig, Biennale di Venezia
- 1982: Italian Art Now, Solomon R. Guggenheim Museum, New York
- 1984: Der Traum des Orpheus, Städtische Galerie im Lenbachhaus, München
- 1985: Synonyme für Skulptur, Graz
- 1986: Icons of Postmodernism, Ottawa und New York
- 1986: Venedig, Biennale di Venezia
- 1986: XI. Quadriennale di Roma